# Adam Wheeler
Adam Wheeler, född den 24 mars 1981, är en amerikansk brottare som tog OS-brons i tungviktsbrottning i den grekisk-romerska klassen 2008 i Peking.